# 小行星9649
小行星9649（英語：9649）是一颗围绕太阳公转的小行星。1995年12月2日，小林隆男在大泉天文台发现了此天体。
这颗小行星的绝对星等为326.1587678462532等。